# Flesh & Blood (Whitesnake)
Flesh & Blood è il tredicesimo album in studio del gruppo musicale hard rock britannico Whitesnake, pubblicato il 10 maggio 2019 con l'etichetta Frontiers Records.

## Tracce
1. Good To See You Again – 3:42 (David Coverdale/ Reb Beach / Joel Hoekstra)
2. Gonna Be Alright – 3:51 (Coverdale / Hoekstra)
3. Shut Up & Kiss Me – 3:37 (Coverdale / Beach)
4. Hey You (You Make Me Rock) – 5:29 (Coverdale / Beach / Hoekstra)
5. Always & Forever – 3:53 (Coverdale)
6. When I Think of You (Color Me Blue) – 3:52 (Coverdale)
7. Trouble Is Your Middle Name – 4:17 (Coverdale / Hoekstra)
8. Flesh & Blood – 5:18 (Coverdale)
9. Well I Never – 4:01 (Coverdale / Hoekstra)
10. Heart of Stone – 6:42 (Coverdale)
11. Get Up – 4:45 (Coverdale / Beach)
12. After All – 3:47 (Coverdale / Hoekstra)
13. Sands Of Time – 6:08 (Coverdale / Beach)

### Bonus track edizione de-luxe
1. Can't Do Right for Doing Wrong – 4:58 (Coverdale / Beach)
2. If I Can't Have You – 4:23 (Coverdale / Hoekstra)
3. Gonna Be Alright (X-Tendo Mix) – 4:12 (Coverdale / Hoekstra)
4. Sands of Time (Radio mix) – 6:20 (Coverdale / Beach)
5. Shut Up & Kiss Me (Video mix) – 3:43 (Coverdale / Beach)

## Formazione[1]
- David Coverdale – voce
- Reb Beach – chitarra
- Joel Hoekstra – chitarra
- Michael Devin – basso
- Tommy Aldridge – batteria
- Michele Luppi – tastiere, voce

## Successo commerciale
Nella classifica giapponese delle vendite fisiche e digitali Flesh & Blood ha esordito all'11º posto con 4 427 esemplari.

## Classifiche
| Classifica (2019)          | Posizione massima |
| -------------------------- | ----------------- |
| Austria                    | 31                |
| Belgio (Fiandre)           | 13                |
| Belgio (Vallonia)          | 22                |
| Finlandia                  | 4                 |
| Francia                    | 64                |
| Germania                   | 3                 |
| Italia                     | 61                |
| Norvegia                   | 13                |
| Paesi Bassi                | 51                |
| Polonia                    | 31                |
| Portogallo                 | 14                |
| Regno Unito                | 7                 |
| Regno Unito (rock & metal) | 1                 |
| Repubblica Ceca            | 26                |
| Spagna                     | 20                |
| Stati Uniti                | 131               |
| Stati Uniti (hard rock)    | 6                 |
| Stati Uniti (independent)  | 5                 |
| Stati Uniti (rock)         | 22                |
| Stati Uniti (tastemaker)   | 5                 |
| Svezia                     | 9                 |
| Svizzera                   | 2                 |
| Ungheria                   | 12                |